# 粉吹芋
粉吹き芋（こふきいも）は、ジャガイモ料理の一つ。

## 概要
粉吹き芋は、大きく切ったジャガイモを塩茹でした後に炒って水気を飛ばした料理。名前の由来はジャガイモの表面が粉を吹いたように見えるためである。
おもに、肉料理の添え物にされ、調理が簡単なため小学生の家庭科実習や飯盒炊爨（はんごうすいさん）の料理としても供されることも多い。
この粉吹き芋をさらに裏漉しあるいはポテトマッシャーですりつぶすと、マッシュポテトになる。